# Куконенко Микита Борисович
Микита Борисович Куконенко (біл. Мікіта Барысавіч Куканенка; 18 вересня 1998, Полоцьк, Вітебська область, Білорусь — 19 травня 2021, Барановичі, Берестейська область, Білорусь) — білоруський військовий льотчик, Герой Білорусі (2021).

## Біографія
Народився 18 вересня 1998 року в Полоцьку. 
Поступив у Полоцьке кадетське училище, яке закінчив у 2015 році. У 2020 році у званні лейтенанта закінчив авіаційний факультет Військової академії Республіки Білорусь. Лідська штурмова авіабаза стала для нього першим місцем служби. Літав на літаках Л-39 та Як-130.
Загинув 19 травня 2021 року в Барановичах за годину тренувального польоту Як-130 разом із майором Андрієм Нічипорчиком. Їхній літак розбився біля житлових будинків на вулиці Рози Люксембург.

## Нагороди
- Герой Білорусі (24 листопада 2021, посмертно) — за мужність і героїзм, проявлені під час виконання військового обов'язку[2].